# Telekinesis
Telekinesis è un progetto indie rock nato dal cantautore Michael Benjamin Lerner nel 2008.

## Formazione dal vivo

### Attuale
- Michael Benjamin Lerner – voce, batteria
- Jason Narducy – basso, cori (2011-presente)
- Cody Votolato – chitarra (2011-presente)
- Rebecca Cole – tastiera, cori (2011-presente)

### Ex turnisti
- Chris Staples – chitarra, cori (2009-2011)
- David Broecker – chitarra, basso (2009-2011)
- Jonie Broecker – basso, tastiera (2009-2011)

## Discografia

### Album in studio
- 2009 – Telekinesis!
- 2011 – 12 Desperate Straight Lines
- 2013 – Dormarion
- 2015 – Ad Infinitum
- 2019 – Effluxion

### EP
- 2008 – Toulouse-Lautrec
- 2009 – Coast of Carolina
- 2010 – Parallel Seismic Conspiracies